# Аксонометричні координати

Аксонометричні координати з показниками спотворення за осями та кутами розташування осей

Аксонометричні координати — координати в аксонометричній проєкції. В залежності від умов проєціювання осі умовних прямокутних просторових координат спотворюються у визначених відношеннях, які називаються показниками спотворення вздовж координатних осей і виражаються відношенням аксонометричних координат до відповідних просторових прямокутних (ортогональних) координат тієї самої точки. Показники спотворення — р, q, r відповідно для осей х, у, z.